# San Menaio
San Menaio (IPA: [sammenäjo]; Saint'mnà en el dialecto garganico) es un pueblo costero de 193 habitantes, fracción de Vico del Gargano, comuna de la provincia de Foggia en Apulia. También conocido como San Menaio Garganico (definición en desuso), se encuentra a unos 7 kilómetros al norte de la ciudad de Vico del Gargano, en la costa norte el promontorio del Gargano, en el parque nacional.
Se trata de una pequeña ciudad costera, que serpentea a través de Rodi Garganico (a sólo 5 km de distancia) y Peschici a lo largo de la carretera de la costa Garganica, cuyo territorio se caracteriza por los antiguos bosques de pino carrasco (por ejemplo, el Bosque Marzini) que se infiltran en la aldea hasta el regazo de la larga playa de arena fina.
San Menaio debe mucho de su fama a Nicola Serena Lapigio que desde los primeros años del  siglo XX ensalzó la belleza de San Menaio en sus obras, y de Andrea Pazienza que lo eligió como su hogar adoptivo.

## Geografía Física

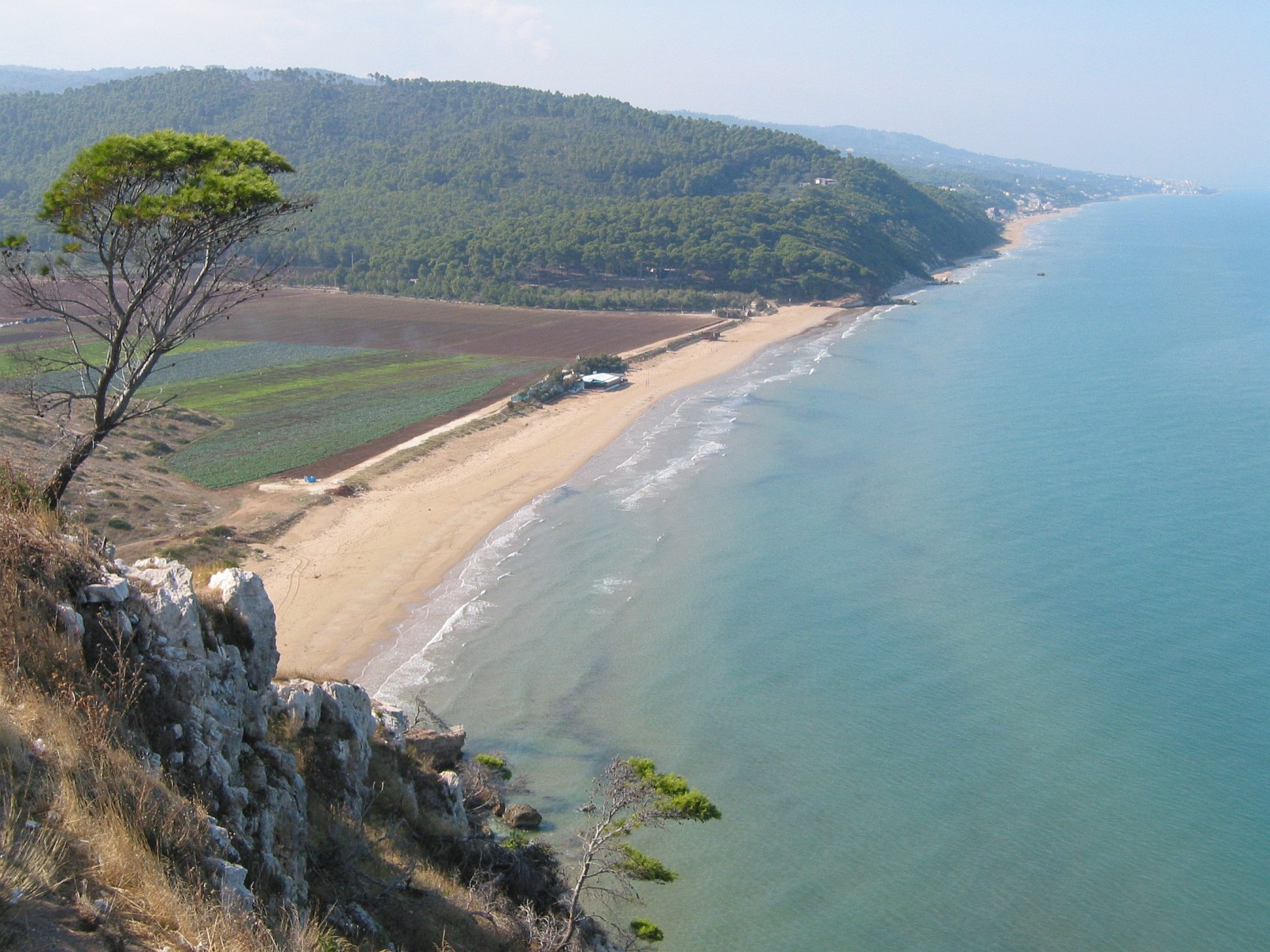
El bosque imponente de pino carrasco entre Calenella y San Menaio.

La ciudad de San Menaio encuentra a lo largo de la rama norte de la autovía 89 Garganica, situada entre el Adriático y las laderas al norte de cabecera en el sur. 
Ocupa una superficie de casi 3 km de largo y 900 metros de ancho a lo sumo se desarrolló principalmente a lo largo de la costa, desde el núcleo original, y de antiguas casas de pescadores y agricultores de cítricos y oasis en torno a la torre medieval.
El terreno, en su mayoría montañoso, ofrece un perfil más suave en correspondencia con el centro de la ciudad; a lo largo de la costa este el terreno se vuelve más agreste y pendiente cerca del distrito Valazzo que marca el límite oriental del pueblo. Continúe hacia el este a la costa se eleva a varias decenas de metros y se vuelve abruptamente de las llanuras aluviales de Calenella.
El fondo del mar es poco profundo, llano y arenoso a lo largo de la costa, excepto en aquellos lugares donde hay pequeños acantilados (Valazzo, playas Tufare) o los arrecifes de Murge Nere.